# 化學成份
化學成份是化學中的一個概念，在純物質及混合物中有不同（但相近的）意義。

## 純物質的化學成份
純物質的化學式可以看出其中化學元素的比例。例如水的化學式是H2O，表示各個分子的水由二個氫原子（H）及一個氧原子（O）組成。若以原子的角度來看，水中氫原子和氧原子的比例是2:1。有些化學式可以表示其中各種化學元素的比例，例如實驗式或分子式。
化學命名法除了表示化合物中的原子比例之外，也可以表示在分子內各原子的排列。依照化學命名法，每一個化合物都會有專屬的名稱，以識別其化學元素組成和排列。

## 混合物的化學成份
混合物的化學成份定義為其中各純物質的比例，換句話說，也就是其中各成份的濃度。
因為濃度有許多不同的表示方式，混合物的化學成份也可以有幾種不同的方式表示，例如莫耳分數、體積分數、質量百分濃度、重量莫耳濃度、體積莫爾濃度、當量濃度或混合比。
混合物中的成份可以用三元圖或四元圖來表示。